# Cryphia semifascia
Cryphia semifascia là một loài bướm đêm trong họ Noctuidae.